# Rita Schwarzelühr-Sutter

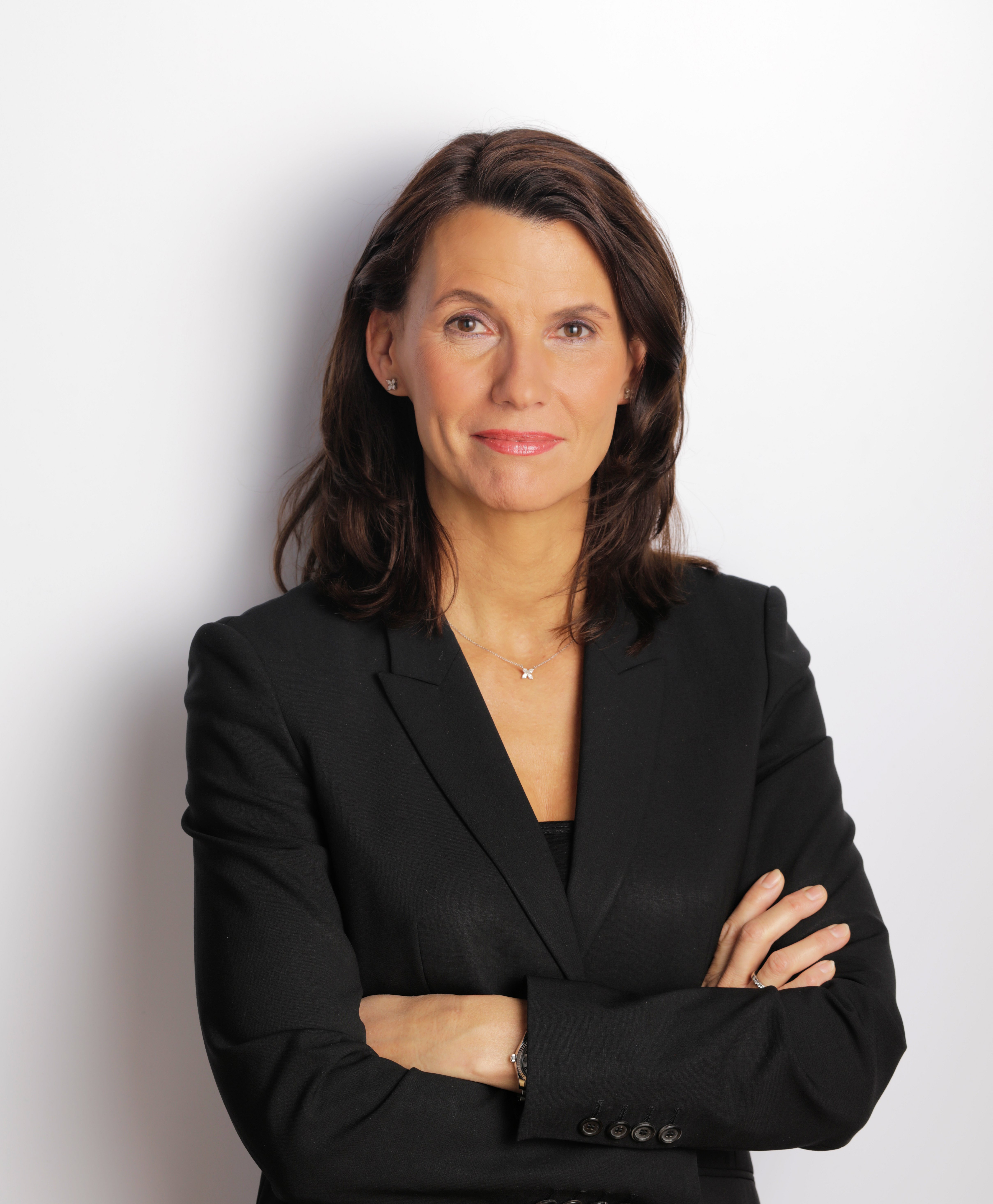
Rita Schwarzelühr-Sutter (2017)

Rita Berta Schwarzelühr-Sutter (* 13. Oktober 1962 in Waldshut) ist eine deutsche Politikerin (SPD). Sie war von 2005 bis 2009 und ist erneut seit 2010 Mitglied des Deutschen Bundestages und seit 2025 Parlamentarische Staatssekretärin beim Bundesminister für Umwelt, Klimaschutz, Naturschutz und nukleare Sicherheit. Davor war sie 2021 bis 2025 Parlamentarische Staatssekretärin bei der Bundesministerin des Innern und für Heimat und von 2013 bis 2021 bereits einmal Parlamentarische Staatssekretärin bei der Bundesumweltministerin.

## Persönliches
Nach dem Abitur 1982 am Hochrhein-Gymnasium Waldshut absolvierte Rita Schwarzelühr-Sutter ein Studium der Wirtschaftswissenschaft an der Albert-Ludwigs-Universität Freiburg und der Universität Zürich, welches sie 1989 mit dem Lizenziat Diplom-Betriebswirtin beendete. Danach war sie von 1992 bis 1996 als Marketing-Assistentin und von 1997 bis 2005 als Mitarbeiterin der Bundestagsabgeordneten Karin Rehbock-Zureich tätig. Rita Schwarzelühr-Sutter ist verheiratet und hat zwei Söhne. Sie ist römisch-katholischer Konfession.

## Parteitätigkeit
Rita Schwarzelühr-Sutter trat 1994 in die SPD ein und gehört seit 1995 dem Vorstand des SPD-Kreisverbandes Waldshut an. Seit 2001 ist sie Vorsitzende des Kreisverbandes Waldshut, seit 2007 Mitglied des SPD-Landesvorstandes Baden-Württemberg und seit 2018 im Präsidium des SPD-Landesverbands Baden-Württemberg. Rita Schwarzelühr-Sutter gehörte dem Gemeinderat ihres Wohnortes Lauchringen von 1999 bis Ende 2013 an. Seit 2004 ist sie zudem Mitglied des Kreistages des Landkreises Waldshut.

## Abgeordnete
Bei der Bundestagswahl 2005 wurde sie über die Landesliste Baden-Württemberg zum Mitglied des Deutschen Bundestages gewählt und gehörte diesem in dessen 16. Wahlperiode vom 18. Oktober 2005 bis zum 27. Oktober 2009 an. Sie war Mitglied im Verkehrsausschuss sowie ab 2006 Vorsitzende der Unter-Arbeitsgruppe „Verkehr und Klima“ der Arbeitsgruppe Verkehr, Bau und Stadtentwicklung der SPD-Bundestagsfraktion.
Nachdem sie bei der Bundestagswahl 2009 auf Platz 16 der Landesliste die Wiederwahl ins Parlament verpasst hatte, zog sie am 28. Oktober 2010 als Nachrückerin für den verstorbenen SPD-Politiker Hermann Scheer erneut in den Bundestag ein. In der 17. Legislaturperiode war sie Mitglied im Wirtschaftsausschuss und Mittelstandsbeauftragte der SPD-Bundestagsfraktion.

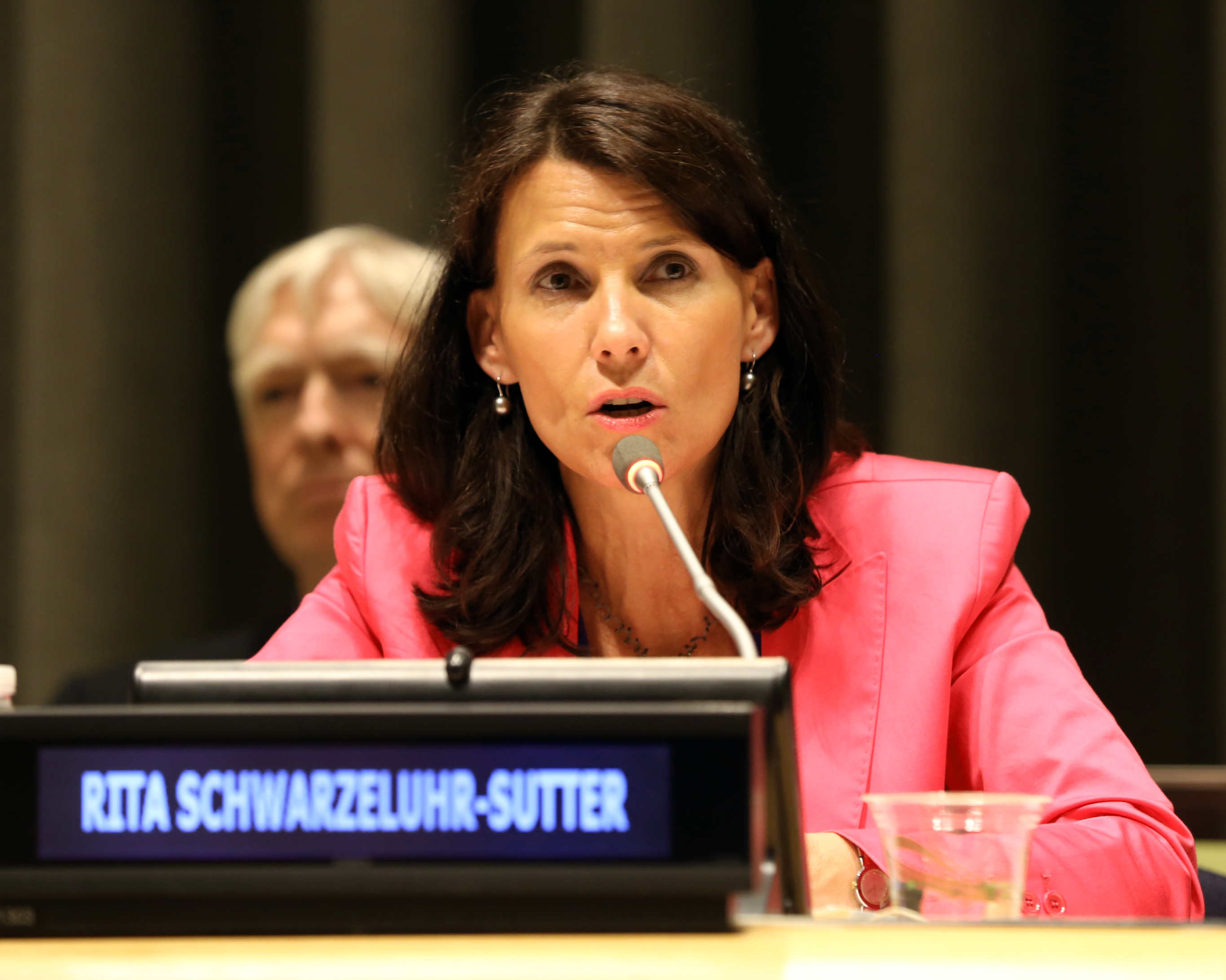
Rita Schwarzelühr-Sutter spricht bei den Vereinten Nationen in New York City zur Nachhaltigkeit (2016)

Bei den Bundestagswahlen 2013, 2017, 2021 und 2025 wurde Schwarzelühr-Sutter jeweils über die Landesliste Baden-Württemberg in den Deutschen Bundestag gewählt.

## Parlamentarische Staatssekretärin
Seit der Bildung der Großen Koalition von CDU/CSU und SPD am 17. Dezember 2013 amtierte Schwarzelühr-Sutter als Parlamentarische Staatssekretärin bei der Bundesministerin für Umwelt, Naturschutz, Bau und Reaktorsicherheit und vertrat Bundesministerin Barbara Hendricks (SPD) in politischen und parlamentarischen Angelegenheiten vor allem in den ihr zugeordneten Bereichen Klimaschutz, Reaktorsicherheit, Naturschutz und Umwelt und Gesundheit (Abteilungen KI, RS, N und IG). Nach einer langwierigen Regierungsbildung und der Fortsetzung der Großen Koalition behielt sie ab dem 14. März 2018 auch unter Svenja Schulze (SPD) im veränderten Bundesministerium für Umwelt, Naturschutz und nukleare Sicherheit ihre Position. Sie vertrat nun die Bereiche Klimaschutz, Naturschutz und nukleare Sicherheit.
Schwarzelühr-Sutter leitete die deutschen Delegationen unter anderem zur Small Islands Development Conference für Kleine Inselentwicklungsländer (SIDS 2014), zur Konferenz der Vertragsstaaten der Biodiversitätskonvention (Weltbiodiversitätskonferenz, UN-CBD COP-12) und zu Verhandlungen zur 2030-Agenda für Nachhaltige Entwicklung, welche im September 2015 in New York im Beisein von Bundeskanzlerin Angela Merkel, der Bundesministerin für Umwelt, Naturschutz, Bau und Reaktorsicherheit Barbara Hendricks und von Rita Schwarzelühr-Sutter von den Vereinten Nationen beschlossen wurde.
Von 2014 bis 2021 war Rita Schwarzelühr-Sutter Kuratoriumsvorsitzende der Deutschen Bundesstiftung Umwelt (DBU), Aufsichtsratsvorsitzende der Gesellschaft für Anlagen- und Reaktorsicherheit (GRS) und Mitglied im Mittelstandsrat der Kreditanstalt für Wiederaufbau (KfW).
Vom 8. Dezember 2021 bis zum 6. Mai 2025 war sie Parlamentarische Staatssekretärin bei der Bundesministerin des Innern und für Heimat, Nancy Faeser (SPD).
Im Zuge der Bildung des Kabinetts Merz wurde sie am 6. Mai 2025 zur Parlamentarischen Staatssekretärin beim Bundesminister für Umwelt, Klimaschutz, Naturschutz und nukleare Sicherheit, Carsten Schneider (SPD), ernannt. Am 24. Juni 2025 wurde Schwarzelühr-Sutter zur Aufsichtsratsvorsitzenden der Bundesgesellschaft für Endlagerung (BGE) gewählt.